# Квадриґа (польська)

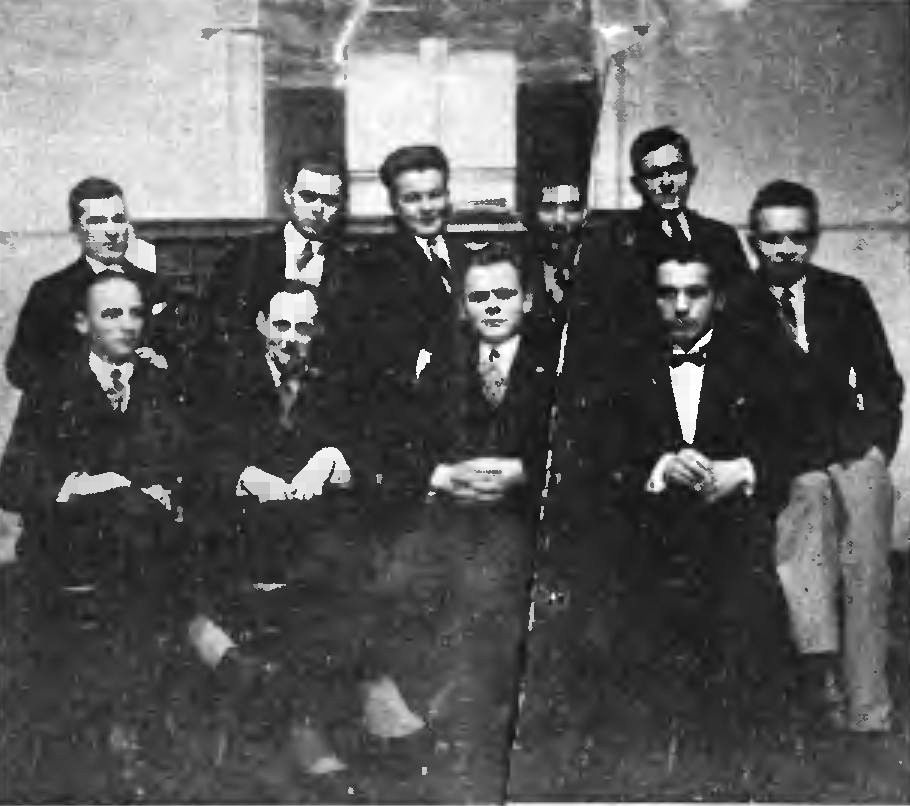
Група «Квадриги»; зліва направо: Стефан Флуковський, Ст. М. Салінський, Станіслав Ришард Добровольський, Владислав Себила, Луціан Шенвальд. Стоять: Мар'ян Пєхаль, Александер Малішевський, Генрік Чадош, Анджей Воліца, Збігнев Уніловський

Квадриґа — варшавська літературна група, яка діяла в міжвоєнний період (1927—1931), належала до Другого авангарду, гуртувалася навколо варшавського журналу «Квадрига».
Найхарактерніші акценти журналістики групи — критичне ставлення до «Скамандри», особливо до художньої практики Юліана Тувіма, та схвалення програми «Краківський Авангард». Однак протидія поемам Скамандра була пов'язана з наслідуванням типово скамандерської поетики.
Квадригани не виробили характерної моделі поезії. Стиль їх віршів еклектичний. Однак можна виділити певне коло тем: соціальні нерівності, моралізаторство, анти-урбанізм, пацифізм, культ праці, ставлення до незадоволеності та бунту та відхід від особистих тем.